# Amber van der Meij
Amber van der Meij (Diemen, 24 maart 2001) is een Nederlandse handbalster die uitkomt voor ZV Zeeburg en ook actief is in het beachhandbal. 

## Biografie

### Handbal
Van der Meij kwam in het verleden uit voor Westsite en komt sinds 2024 uit voor SV Zeeburg. In 2019 werd ze genomineerd voor de titel 'Sportvrouw van het jaar' in haar geboorteplaats Diemen.. In 2020 werd Van der Meij opnieuw genomineerd en won ze de prijs.

### Beachhandbal
Van der Meij komt uit voor het beachhandbalteam Amsterdam Beachhandball.

#### Junioren

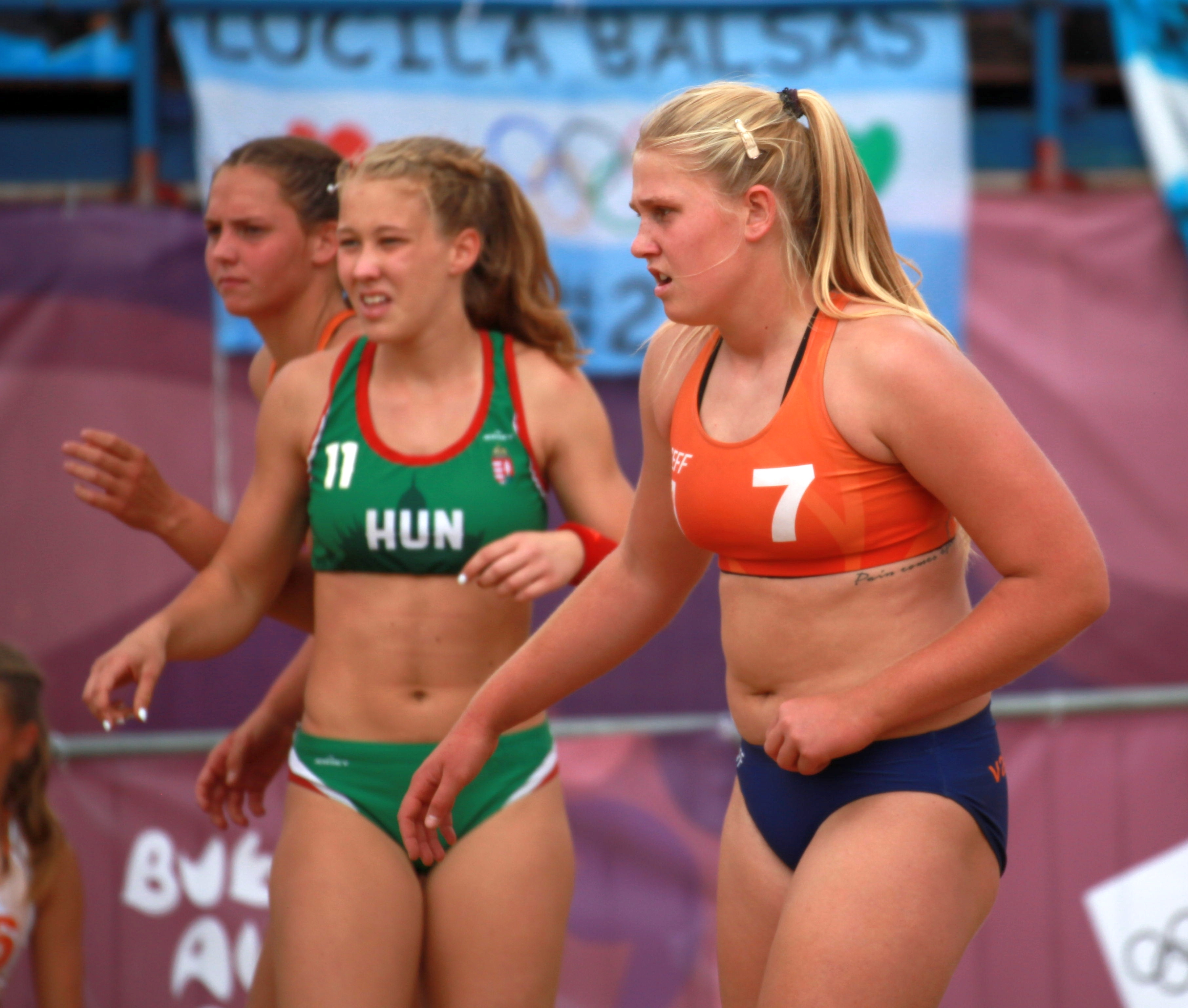
Van der Meij tijdens de wedstrijd om de bronzen medaille op de Olympische Jeugdzomerspelen

In 2016 nam Van der Meij met Nederland -16 deel aan het Junioren EK in Nazaré, Portugal. Bij de eerste wedstrijd tegen Rusland kwam Van der Meij niet tot scoren, en tegen Spanje moest Van der Meij na twee tijdstraffen het speelveld verlaten. In de wedstrijd tegen de Bulgaren was Van der Meij doorslaggevend door vier punten te maken. Als eerste geplaatste plaatste Nederland zich voor de kwartfinales, waarin Italië in twee sets werd verslagen. In de halve finale werd Noorwegen na een shoot-out verslagen, waarbij Van der Meij opnieuw van het veld werd gestuurd door een disciplinaire straf. In de finale stonden Van der Meij en haar ploeggenoten opnieuw tegenover Spanje. Door de Spaanse vrouwen opnieuw te verslaan werd Van der Meij jeugdkampioen.
Van der Meij was in 2017 ook onderdeel van de handbalploeg actief op het EK -17 aan het Jarunmeer, nabij Zagreb in Kroatië. In de eerste ronde werden Oekraïne, Roemenië, Polen en Duitsland aan de zegekar gebonden. Tegen Hongarije won Nederland opnieuw, zij het door middel van een shoot-out. In de voorrondes was Van der Meij met respectievelijk twee, vier en acht doelpunten na Lynn Klesser en Marit van Ede topscoorster. Ongeslagen trad Nederland in de kwartfinale aan tegen Litouwen, dat eveneens werd verslagen. In de halve finales werd afgerekend met Duitsland door middel van een shout-out. Na een zwaarbevochten overwinning op Portugal in de finale waren Van der Meij en haar teamgenoten opnieuw Europees kampioen.

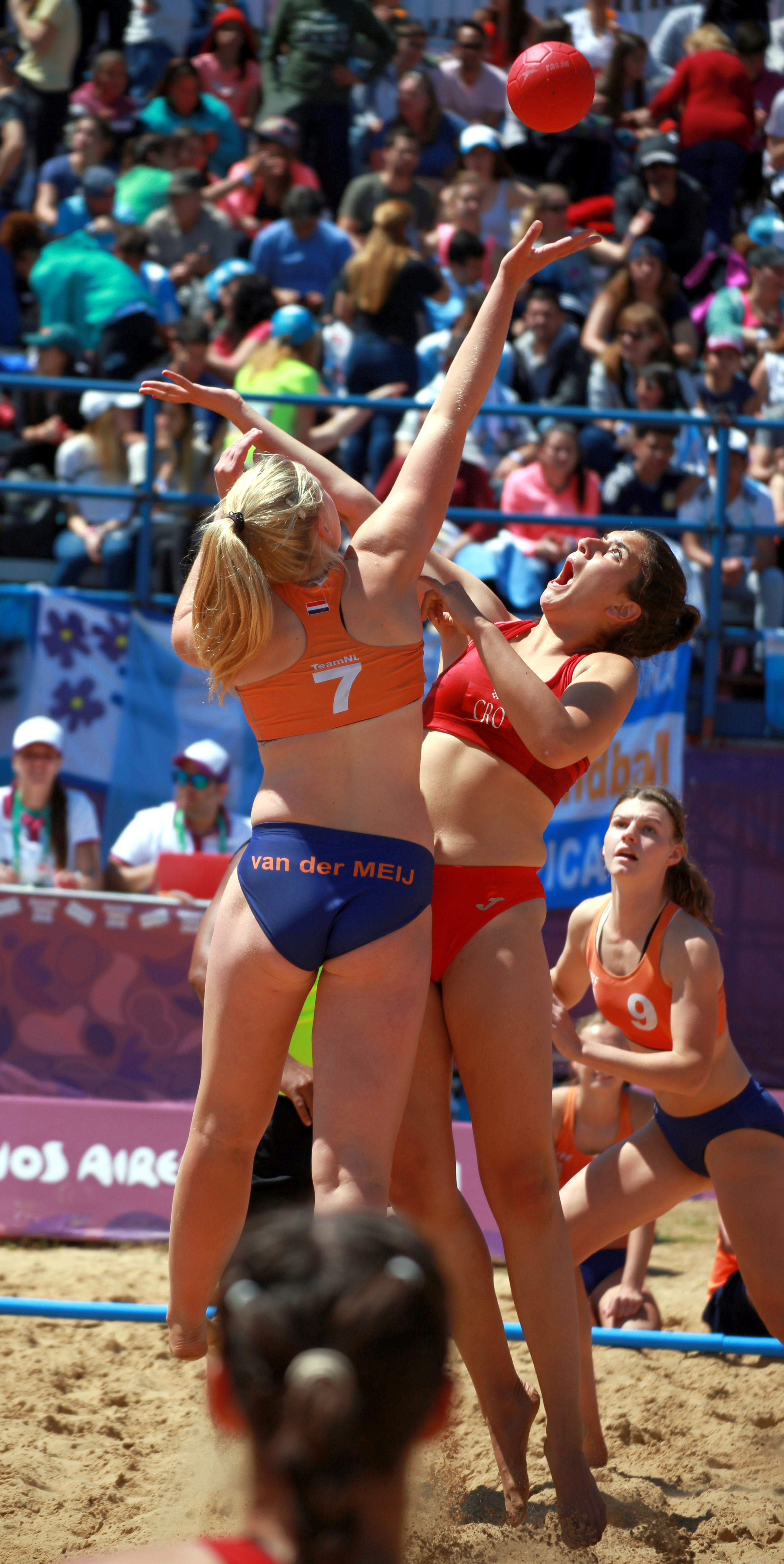
Van der Meij tijdens de Olympische Jeugdzomerspelen

Een maand later nam Van der Meij eveneens deel aan het WK -17 in Flic-en-Flac, Mauritius. Na een overwinning op Taiwan, plaatsen Van der Meij en haar leeftijdsgenoten zich al voor de volgende ronde door het terugtrekken van Togo en Brazilië uit het toernooi. In de volgende ronde werden Argentinië, Kroatië en Hongarije verslagen. In de kwartfinale werd afgerekend met Thailand, waarna een nieuwe ontmoeting met Argentinië wederom werd omgezet in een overwinning. In de finale stond Nederland opnieuw tegenover Hongarije, die in een shoot-out werd verloren. Hierdoor grepen Van der Meij en haar leeftijdsgenoten naast de wereldtitel.
Op het EK -18 in Ulcinj, Montenegro, maakte Van der Meij opnieuw deel uit van de Nederlandse selectie. De drie groepswedstrijden werden eenvoudig omgezet in overwinningen op Oekraïne, Montenegro en Litouwen. Zonder puntverlies behaalde Nederland de knock-outfase waarin Kroatië wachtte in de kwartfinales. Deze wedstrijd werd, mede door twee doelpunten van Van der Meij, in winst omgezet. Nadat ook Duitsland was verslagen in de halve finales, wachtte Hongarije in de finale. Deze wedstrijd ging verloren, ondanks een doelpunt van Van der Meij.
Op de Olympische Jeugdzomerspelen 2018 in Buenos Aires, Argentinië was Van der Meij opnieuw als een van de veldspeelsters van de partij. In de eerste overwinning op Paraguay scoorde Van der Meij twee doelpunten. In de wedstrijden daarna tegen Hong Kong en Italië maakte Van der Meij respectievelijk acht en negen doelpunten, waarmee ze de topscoorster was van het team. In het laatste voorrondeduel tegen Venezuela was Van der Meij met veertien doelpunten opnieuw topscoorster. In de hoofdronde trof Nederland allereerst de Chinese Taipei, dat na een shoot-out werd verslagen. Hierna speelde Van der Meij meer verdedigd tegen Kroatië en Hongarije. Tegen de Hongaren leden Van der Meij en haar ploeggenoten een nederlaag. Ondanks de nederlaag plaatsten Van der Meij en haar leeftijdsgenoten zich als groepswinnaar voor de volgende ronde, waarin in twee sets werd verloren van Kroatië. In de finale om de bronzen medaille verloor Nederland opnieuw van Hongarije. Van der Meij kwam tot scoren in de halve finale en had ook nog een assist en een blok in huis.

#### Senioren

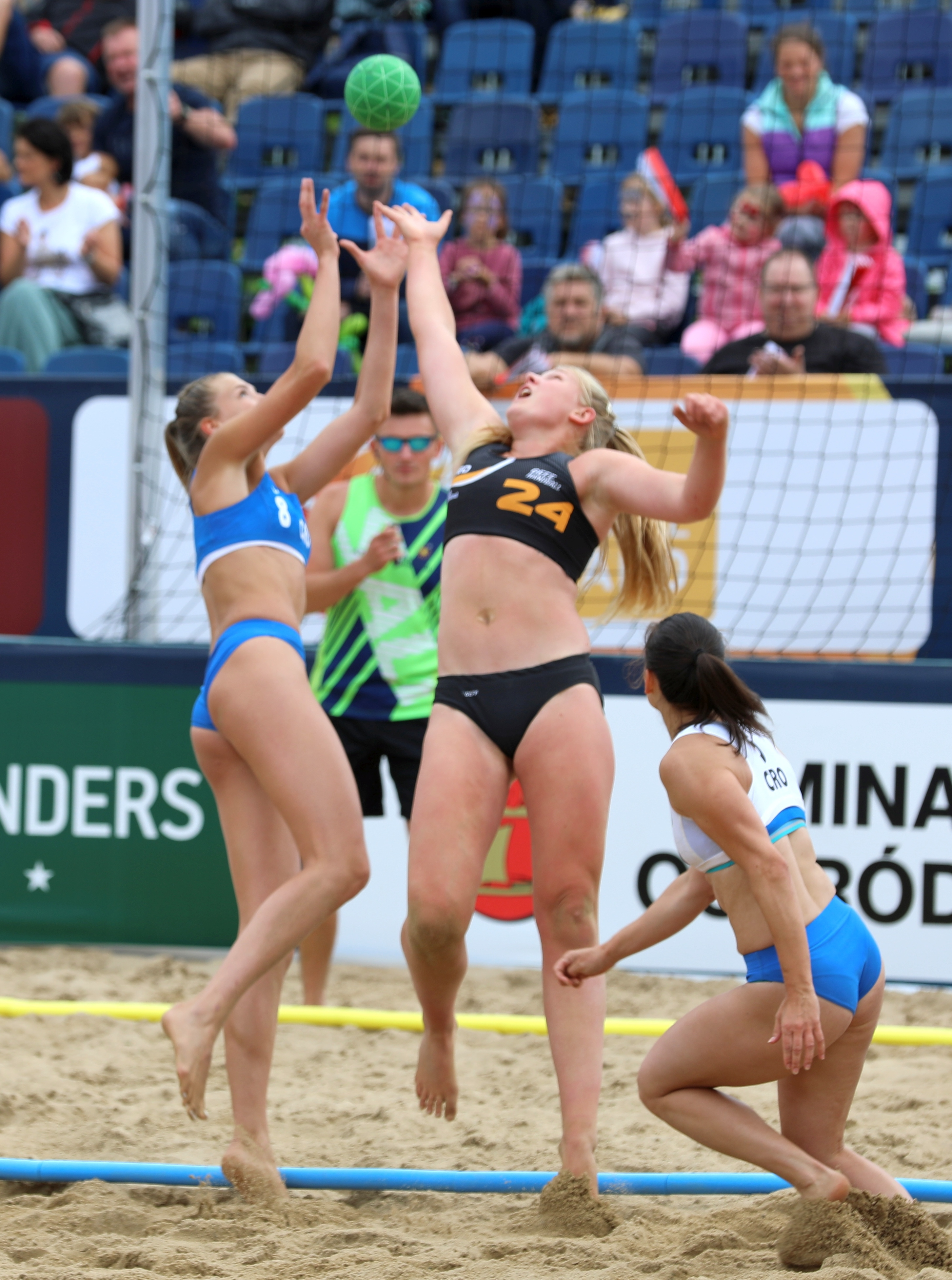
Van der Meij tijdens het EK beachhandbal in 2019

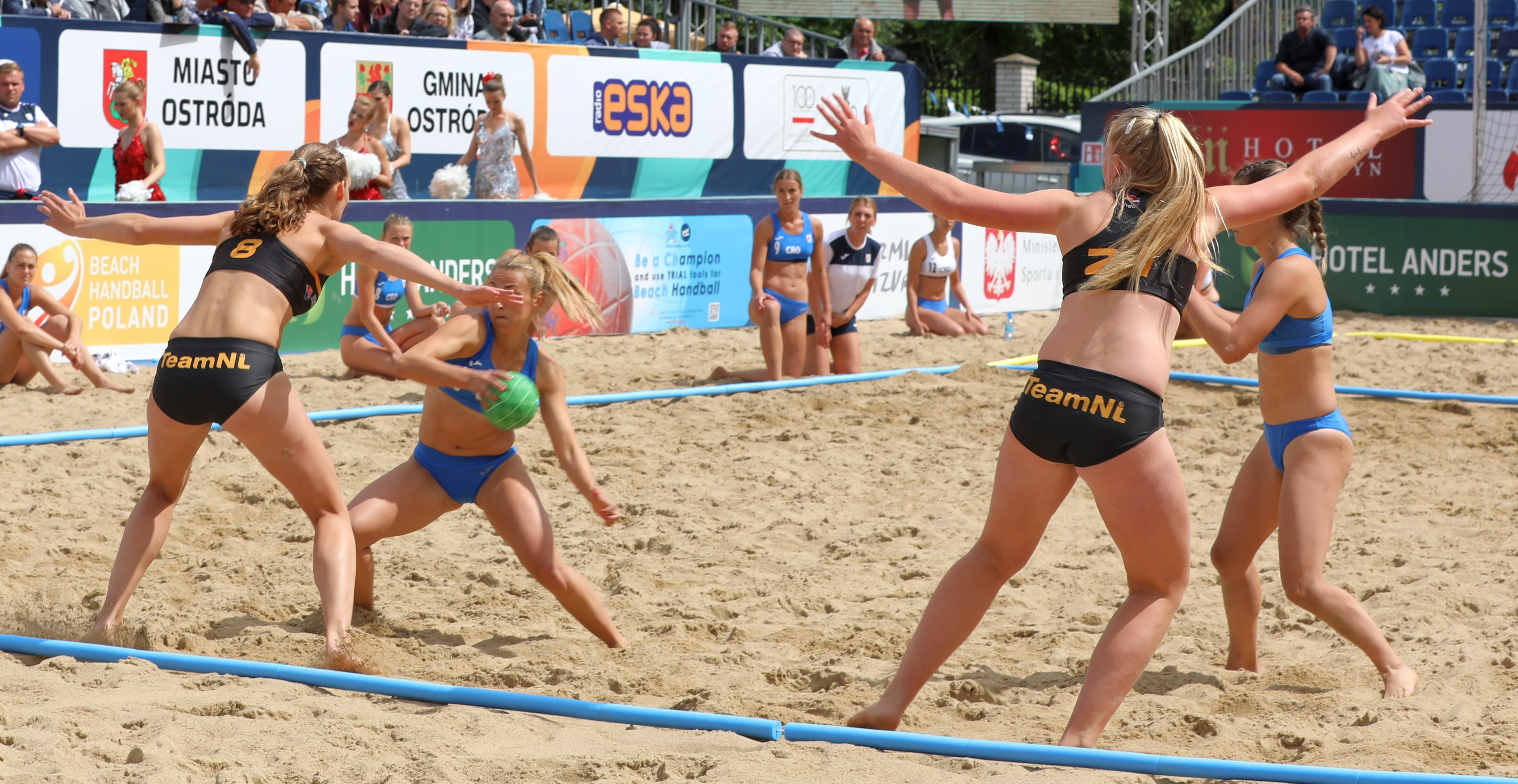
Van der Meij tijdens de finale om de bronzen medaille op het EK beachhandbal in 2019

In 2019 maakte Van der Meij onderdeel uit van de selectie van het EK beachhandbal in Stare Jabłonki, Polen. Ze maakte samen met Lisanne Bakker, Marit van Ede en Lynn Klesser de overstap van de junioren naar senioren. Klesser viel echter vlak voor het toernooi nog af. In de voorronde versloeg Nederland Roemenië en Turkije. Tegen Kroatië leden Van der Meij en haar ploeggenoten de eerste nederlaag. In de daaropvolgende wedstrijd werd Noorwegen na een shoot-out verslagen. Nederland plaatste zich als tweede, achter Noorwegen, voor de hoofdronde. In de eerste wedstrijd tegen Polen won Nederland eenvoudig. In de volgende wedstrijd trof Nederland opnieuw Hongarije, dat ditmaal wel verslagen. Door een overwinning op Portugal ging Nederland achter Kroatië door naar de kwartfinales, waarin Griekenland werd verslagen in een shoot-out. In de halve finales trof Nederland opnieuw Hongarije, waarvan in twee sets werd verloren. In de wedstrijd om de bronzen medaille versloegen Van der Meij en haar landgenoten Kroatië, waardoor Nederland met de bronzen medaille aan de haal ging. Van der Meij maakte in deze wedstrijd haar enige twee doelpunten van het toernooi.
In 2021 trad Van der Meij opnieuw aan op het EK beachhandbal, ditmaal in Varna, Bulgarije. Hier moeten ze de eindoverwinning aan de Deense vrouwen laten. Drie jaar trad Van der Meij aan op het WK beachhandbal in Pingtan, China. Hier werd in de strijd om de bronzen medaille Denemarken verslagen, waardoor Van der Meij opnieuw de bronzen medaille won.

## Onderscheidingen

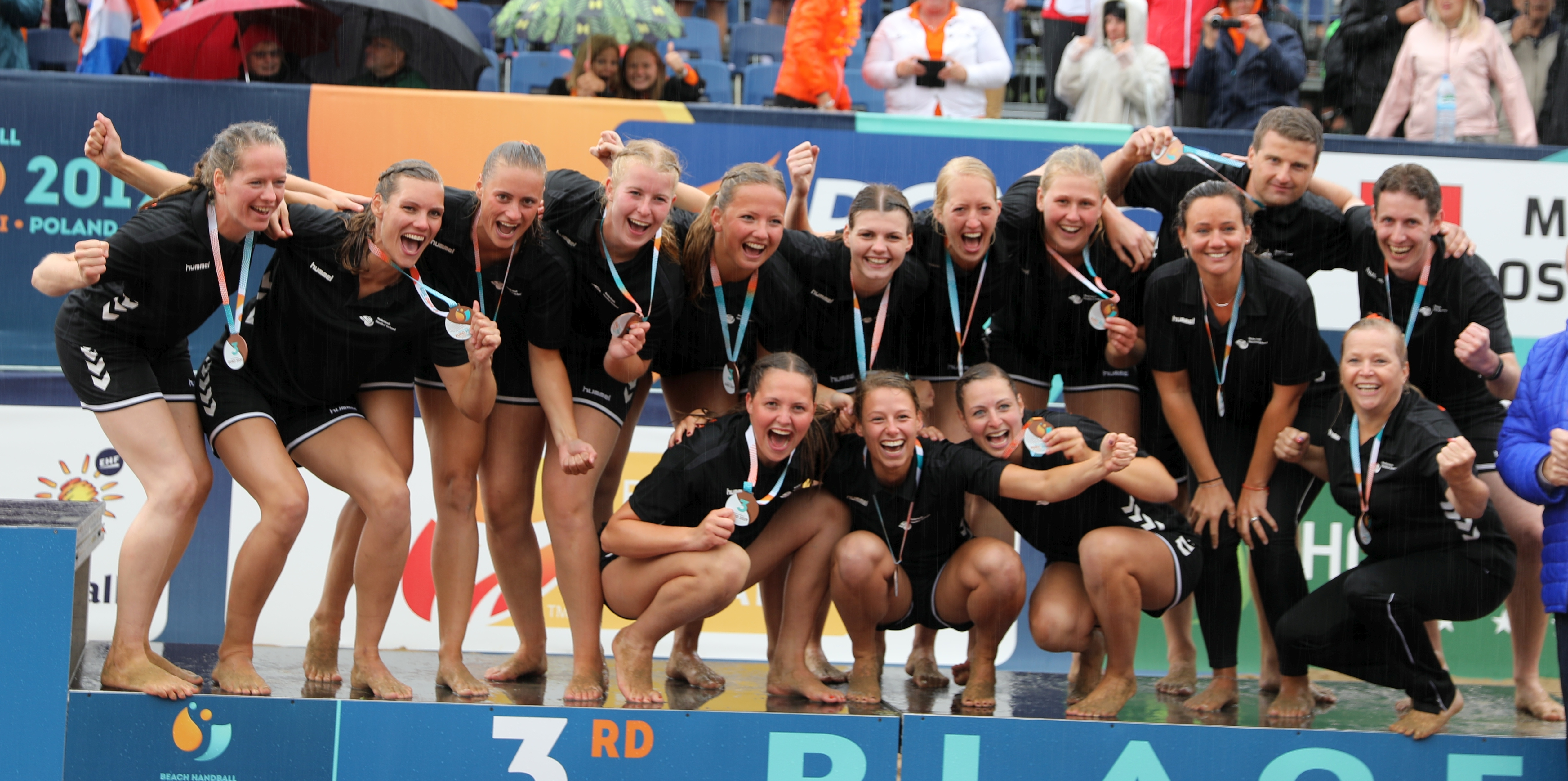
Het Nederlandse team met de bronzen medaille op het EK beachhandbal in 2019

- - WK beachhandbal (2024)
- - EK beachhandbal (2019)
- - WK junioren beachhandbal (2017)
- Vierde plaats - Olympische Jeugdzomerspelen (2018)
- - EK -16 (2016)
- - EK -17 (2017)
- - EK -17 (2018)